# Hospital Friern

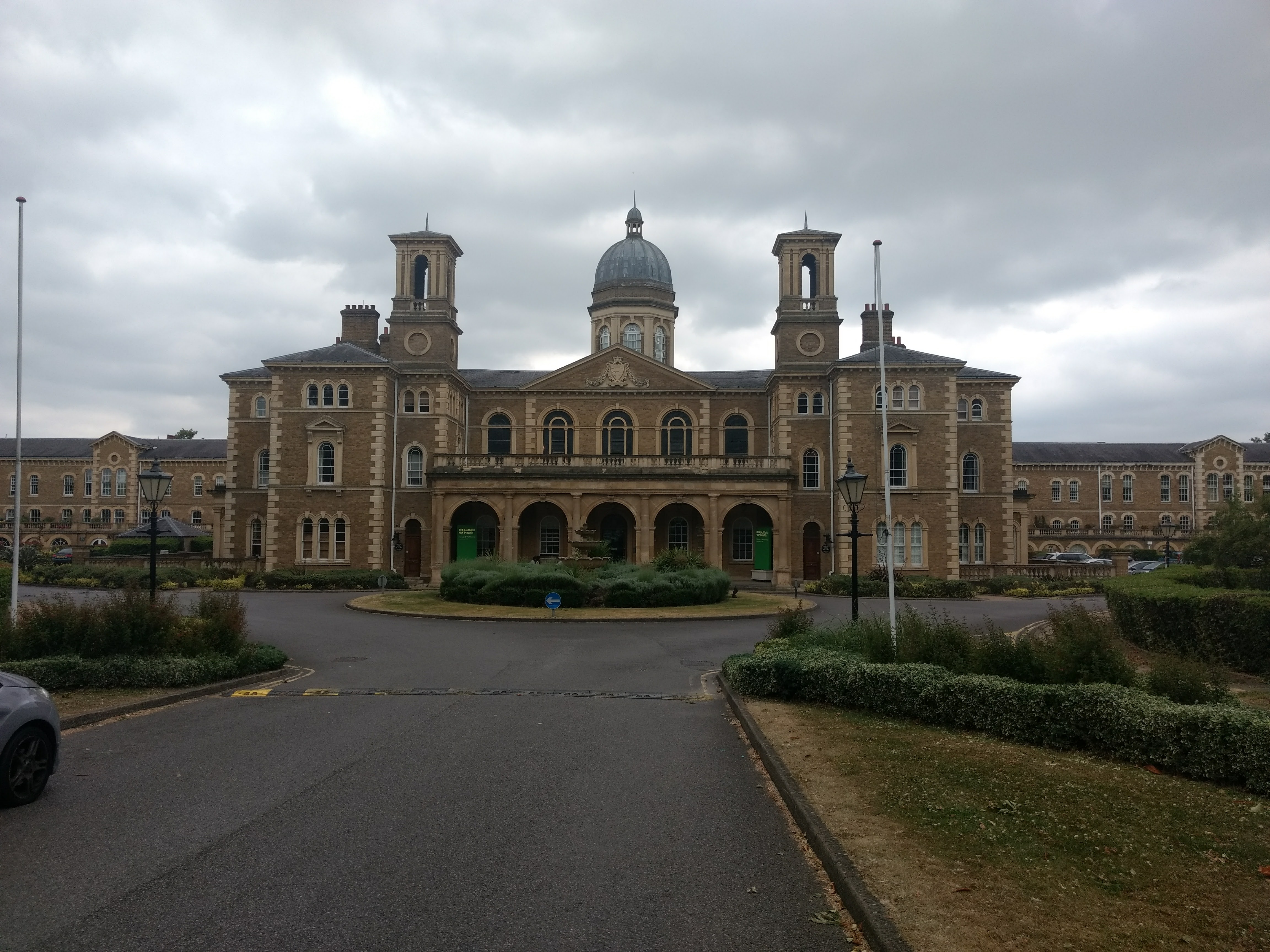
Antigua entrada principal, en 2017.

El Hospital Friern (anteriormente Asilo Lunático de Colney Hatch) fue el hospital psiquiátrico más importante del Reino Unido. Localizado en Friern Barnet, al norte de Londres, funcionó de 1851 a 1993.
Actualmente sus instalaciones son viviendas residenciales de lujo y sus extensos terrenos del siglo XIX hoy se convirtieron en el municipio de Barnet. En su momento de mayor apogeo albergó a 2.500 pacientes mentales y tenía el pasillo más largo del país: un visitante tardaría más de dos horas en recorrerlo.

## Historia

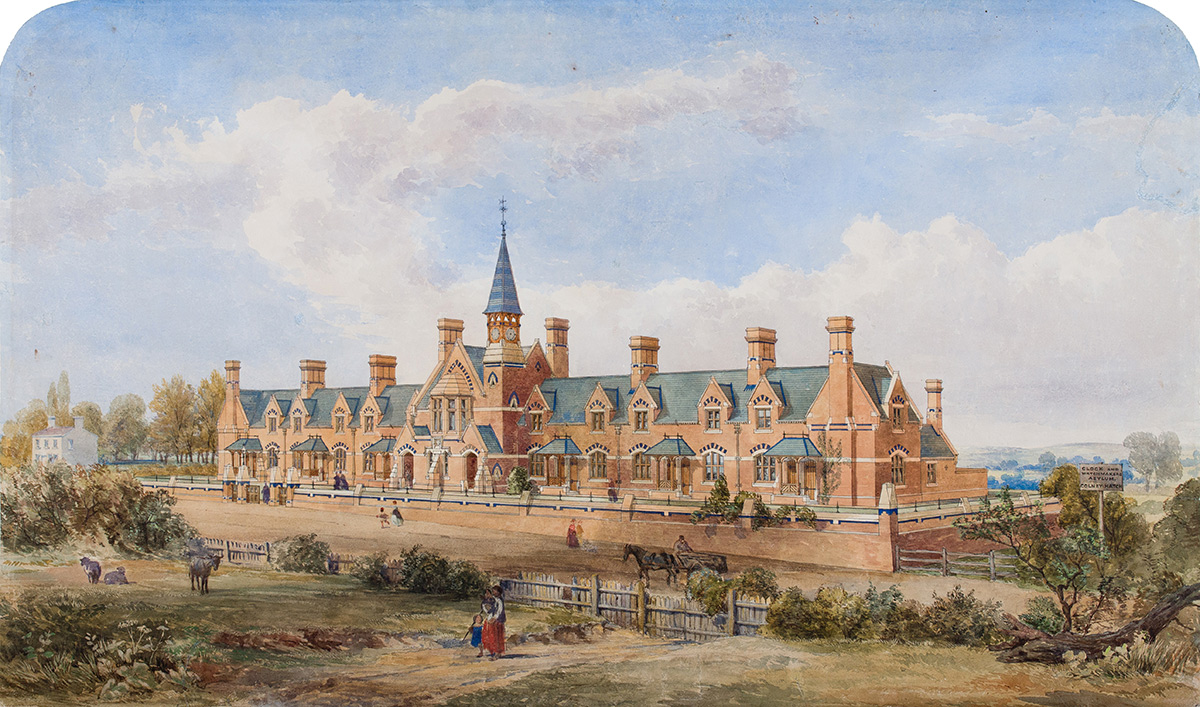
Acuarela del asilo en 1855.

La construcción fue encargada por el Tribunal de Magistrados de Middlesex, como reemplazo del Asilo de Middlesex y se eligió al arquitecto Samuel Daukes; quien lo diseñó sobre un estilo italiano y se basó en el consejo de John Conolly, el superintendente del anterior manicomio.
La construcción inició en 1849 con un presupuesto de £ 150.000, se completó en noviembre de 1850 a un costo final de £ 300.000 y es así el hospital psiquiátrico más caro de la historia. Se inauguró el 17 de julio de 1851 por el príncipe consorte Alberto y William Hood fue su primer director.

### sigloXIX
En la época victoriana la finca de 30 hectáreas tenía su propio suministro de agua, cementerio, planta de gas, cervecería y un aviario donde se criaban canarios. El asilo permitió el desarrollo de la zona, compuesta por las aldeas de Colney Hatch y Whetstone, construyéndose la estación de tren New Southgate.
En 1857 se construyeron ampliaciones para albergar un total de 2.000 pacientes y para entonces se evidenciaron graves defectos de construcción. En una sala, las paredes y las vigas se separaron y el techo arqueado cedió, mientras que en otra se derrumbó parte del techo y se descubrió que el mismo era insuficiente y que los cimientos eran inseguros, lo que requirió obras de refuerzo en 1858.
De 1862 a 1890 el director fue William Wyatt y bajo él se aplicaron los tratamientos más brutales de la época. Para los años 1870 las condiciones de los reclusos se habían vuelto muy malas y aun así se realizaron ampliaciones. Por todo esto, en 1889 el control del asilo fue transferido al recién formado Consejo del Condado de Londres.

### sigloXX

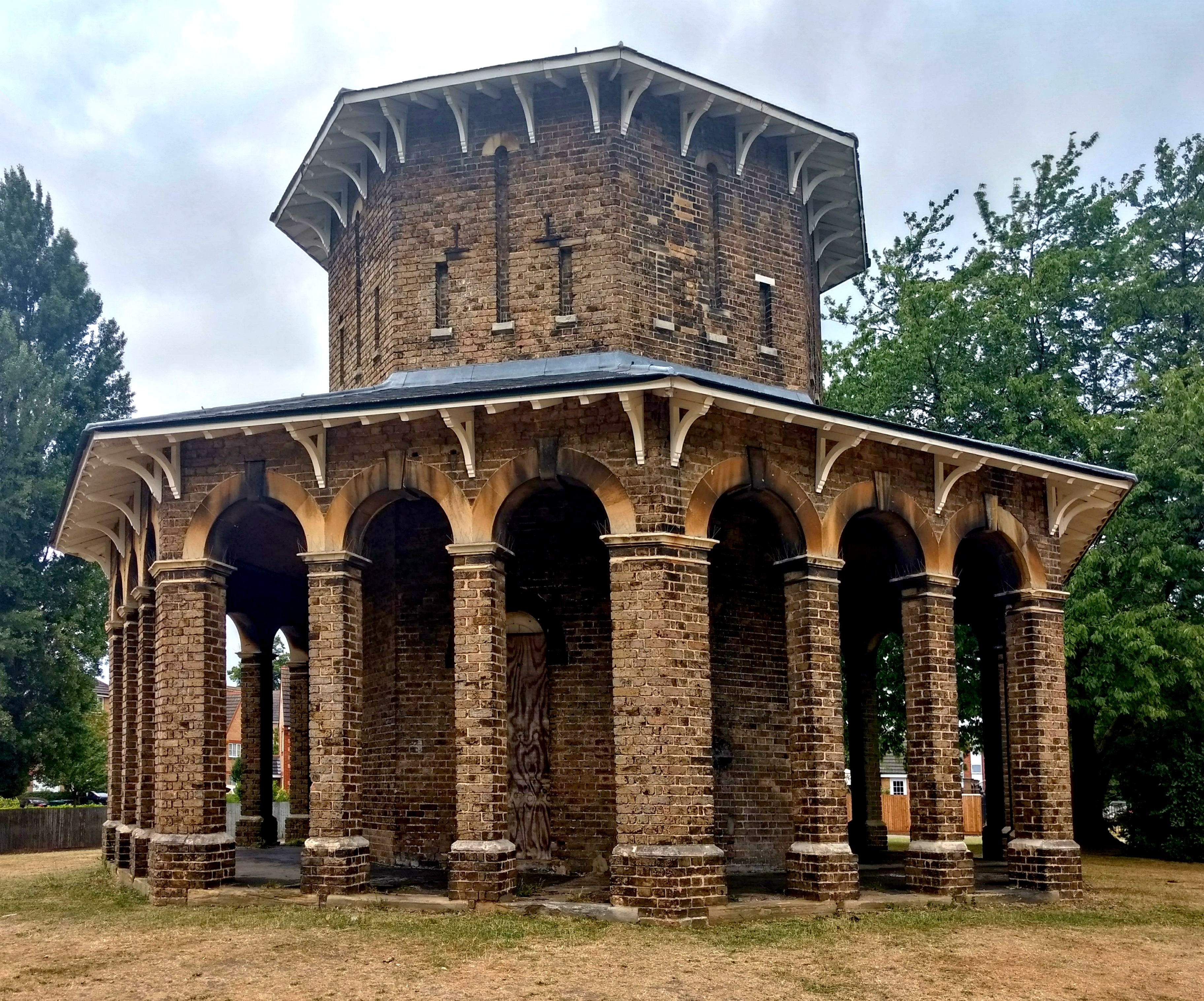
Pozo de agua diseñado por Samuel Daukes.

En 1903 un edificio temporal de madera y hierro corrugado, construido en 1896, fue destruido por un incendio y se cobró la vida de 52 mujeres. Para 1927 el personal médico era de 674 y trataban a 2.500 pacientes.
En 1930, adecuándose a una nueva ley de salud mental, el asilo pasó a llamarse «Hospital Mental de Colney Hatch». En 1937 se construyó una nueva residencia de enfermeras y la institución se volvió a renombrar, como «Hospital Mental Friern».

### Segunda Guerra Mundial
Durante la Segunda Guerra Mundial se requisaron doce salas para internar a 900 eventuales víctimas civiles y el Hospital de San Bartolomé aportó el personal médico. Los pacientes mentales desplazados se redistribuyeron a otras salas y al Hospital Bexley de Kent.
En 1941 la zona fue bombardeada por la Luftwaffe, destruyeron cinco edificios, murieron 36 pacientes y cuatro enfermeras. Hasta 1944 el hospital contó 2.557 camas para enfermos mentales y 746 camas para civiles.

### Servicio Nacional de Salud
En 1948 el hospital pasó a formar parte del recién formado Servicio Nacional de Salud y supuso una evidente mejora del tratamiento humano.
En 1958 construyó una moderna unidad de 145 camas y en 1959 renombró a la institución finalmente: Hospital Friern. La nueva denominación obedeció a una nueva ley de salud, que ordenaba eliminar la palabra «mental» de los hospitales.
En 1963 se abrió una cafetería, los pacientes podían ganar semanalmente hasta 80 peniques o tabaco; trabajando en las salas, la cocina y la lavandería. En 1971 se instaló una estación de radio e inició un programa, como un esfuerzo para mejor calidad de vida de los internos.

## Clausura

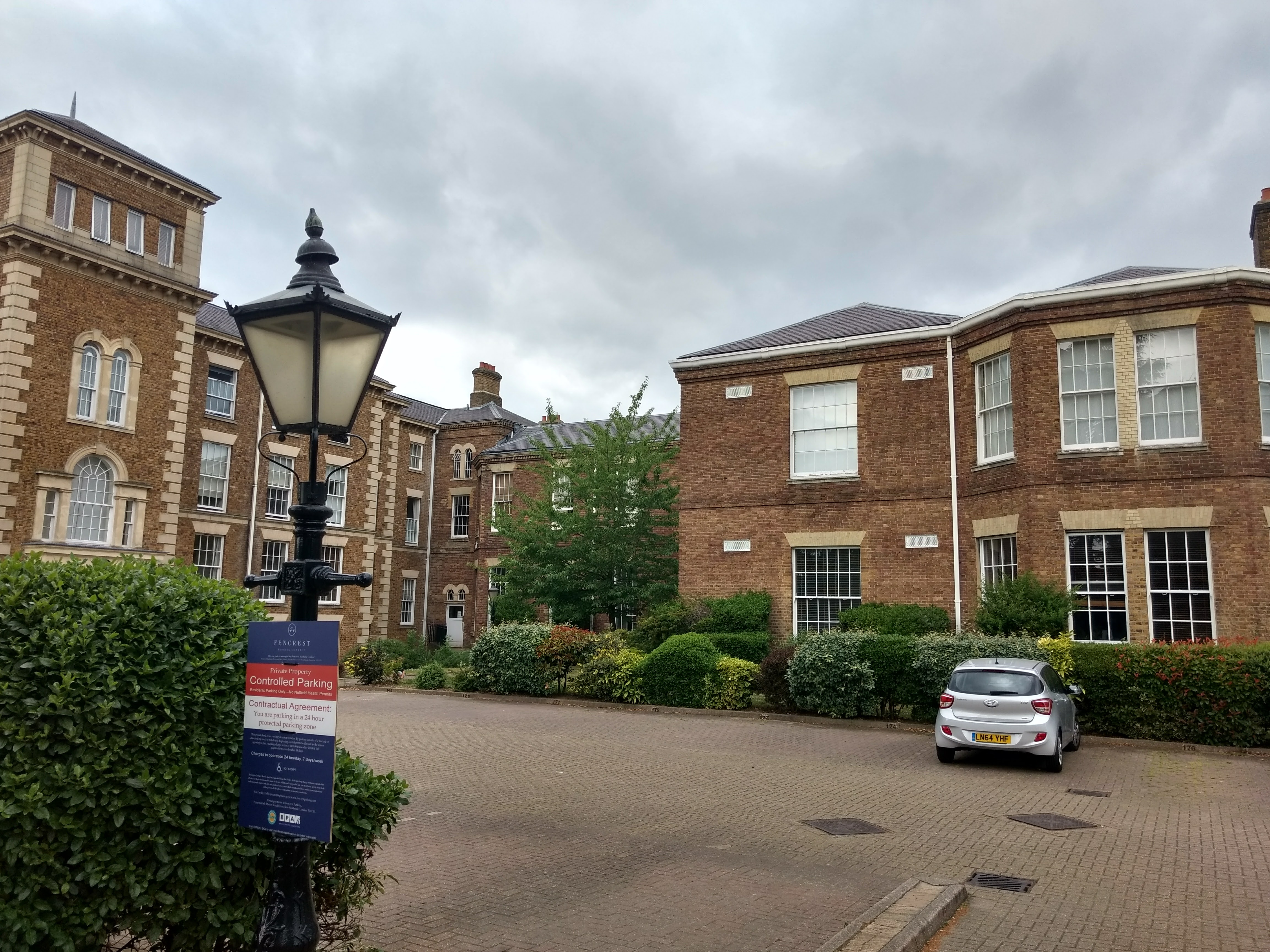
Los edificios hoy como un barrio privado.

En julio de 1965 Lord Strabolgi, hablando en la Cámara de los Lores, criticó al hospital por la cantidad de pacientes que estaban allí simplemente porque eran ancianos y en 1966 un comité de investigación encontró que el 36% de ellos no necesitaban atención psiquiátrica. El informe destacaba la falta de alojamiento alternativo para los ancianos y la falta de trabajadores sociales, lo que en realidad significaba que no había ningún otro lugar para alojar a los pacientes ancianos perturbados.

### Cierre
Para 1973 el número de pacientes se había reducido a 1.500, en 1979 eran solo 1.023 y por esta razón en 1989 se decidió que el hospital debía cerrar. La clausura se produjo en 1993 y los pacientes se reintegraron a la comunidad.
En 1995 el edificio y los pocos terrenos se vendieron, las instalaciones fueron remodeladas y se convirtieron en pisos de lujo, llamados Princess Park Manor. Las propiedades fueron adquiridas por celebridades, muchos futbolistas profesionales, y en los años 2010 los miembros de la banda One Direction se mudaron allí.

## Residentes notables

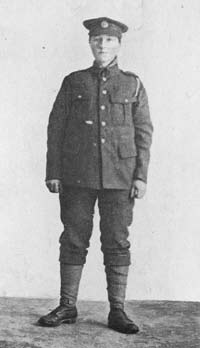
La periodista Dorothy Lawrence fue una paciente.

En noviembre de 1888 la policía internó al barbero Aaron Kosminski, sospechoso de los asesinatos de Whitechapel. Fue informado como «enfermo crónico inofensivo», al pasar el tiempo perdió totalmente la razón y murió en 1919.
El mismo mes, la familia Kaminsky (y se cree la comunidad judía) internó a David Cohen; alias de Nathan Kaminsky; un zapatero enfermo de sífilis avanzada. Se informó sobre él como «peligrosamente agresivo, comportamiento misógino, de tendencias violentas y destructivas», atacaba al personal y fue sometido a brutales tratamientos: confinamiento solitario y usar una camisa de fuerza, muriendo en octubre de 1889. Actualmente Cohen/Kaminsky es señalado como el sospechoso más probable de ser Jack el Destripador.
Otros pacientes incluyen a:
- La periodista Dorothy Lawrence, fue ingresada en 1925 y falleció adentro en 1964.
- La escritora Jenny Diski, permaneció brevemente en el hospital durante los años 1960.[14]
- El asesino en serie y violador John Duffy, fue recluido temporalmente en 1986.
- La historiadora canadiense Barbara Taylor, fue admitida en 1988 tras una crisis nerviosa. Más tarde escribió: The Last Asylum: A Memoir Of Madness In Our Times.[15]

## En la cultura popular

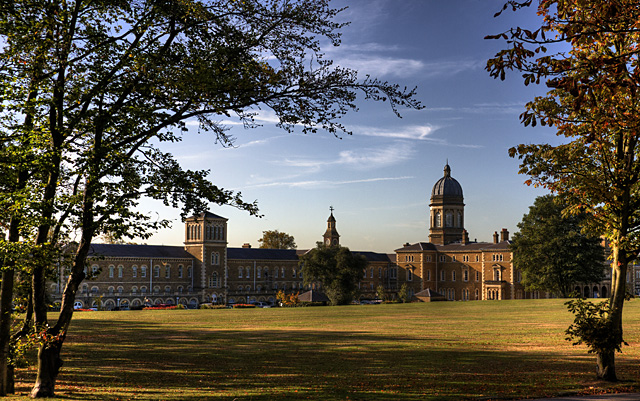
Fotografía artística del hospital en 2009.

La novela El Código de los Woosters, publicada en 1938, de P. G. Wodehouse. Cuando los protagonistas Jeeves y Wooster están discutiendo su última situación, Jeeves sugiere que un personaje es excéntrico, a lo que Wooster responde: «¿Excéntrico? Podría entrar directamente a Colney Hatch sin hacer preguntas».
La novela infantil El sobrino del mago, publicada en 1955, de C. S. Lewis. Cuando Jadis se proclama emperatriz y exige que los residentes de Londres se inclinen ante ella, ellos responda burlonamente diciendo: «¡Tres hurras por la emperatriz de Colney Hatch!».
La película Britannia Hospital, estrenada en 1982, de la directora Lindsay Anderson. Utilizó los edificios del hospital y las puertas de entrada para las escenas exteriores.
La novela Umbrella, publicada en 2012, de Will Self. Se desarrolla principalmente en el hospital.
La novela El bebé de oro puro, publicada en 2013, de Margaret Drabble. El hospital aparece en ella.
La película Stonehearst Asylum, estrenada en 2014, del director Brad Anderson. La historia tiene lugar en el hospital, aunque se cambia su nombre a Stonehearst por la obra original de Edgar Allan Poe.
La película Jack el Destripador, estrenada en 2016, del director Sebastian Niemann. Muestra a Aaron Kosminski internado en el asilo y la protogonista Anna Kosminski (interpretada por Sonja Gerhardt) lo visita regularmente.